# Джакарта
Джакарта (на индонезийски: Jakarta) е столицата и най-големият град на Индонезия. Обособен е в самостоятелна административна единица – Специална столична територия Джакарта (Daerah Khusus Ibu Kota Jakarta).
Намира се на северозападното крайбрежие на остров Ява, върху площ от 664 km². Джакарта е главният стопански, културен и политически център на страната и с население 9 989 550 (2013) е най-големият град в Индонезия и цяла Югоизточна Азия и дванадесети по големина в света. Агломерацията Джабодетабек (от имената на градовете Джакарта, Богор, Депок, Тангерак и Бекаси) е втората по големина в света. Конурбацията около Джакарта има площ 4 384 km² и население над 34 милиона души.
Градът е основан през IV век и става важно търговско пристанище за царство Зонда. Разраства се бързо след XVII век като столица на Нидерландска Индия (през този период градът носи името Батавия). След обявяването на независимостта на Индонезия през 1945 година Джакарта остава столица на страната.
Според изследването на Група за изучаване на световните градове и глобализацията (GaWC) от 2008 година Джакарта е глобален град. Друго изследване на Института „Брукинг“ от 2011 година поставя Джакарта на 17-о място по икономически растеж сред 200-те най-големи града в света, преди други големи градове в региона, като Куала Лумпур, Пекин и Банкок.
Известни забележителности са Националният паметник и джамията „Истиклял“. В града се намира секретариатът на АСЕАН. Обслужва се от Международно летище „Сукарно-Хата“, Международно летище „Халим Перданакусума“, пристанище Танджунг Приок, няколко градски и междуградски железопътни линии и автобусни линии за бърз автобусен транспорт.
Основните проблеми на Джакарта включват бързия растеж на града, екологична криза, затруднен транспорт, задръствания и наводнения. Освен това Джакарта потъва с до 17 cm годишно, което, в съчетание с повишаването на морското ниво, прави града силно предразположен към наводнения. Джакарта е една от най-бързо потъващите столици в света. През август 2019 г. президентът Джоко Уидодо обявява решението за преместване на столицата в провинция Източен Калимантан, на остров Борнео. Новата столица ще се казва Нусантара (Nusantara, в превод „архипелаг“) и трябва да е завършена до 2024 г. Проектът е на стойност 32,5 млрд. щ.д. Към лятото на 2024 г. все още се извършва поетапно прехвърляне на централните държавни органи на новото място, но времето за завършване на прехода не е определено. Индонезийското правителство не се отказва от Джакарта, след като обяви плановете си за преместване на столицата на страната, заяви министърът на планирането, обещавайки да похарчи 40 млрд. щ.д., което е повече от разходите за изграждането на Нусантара, за да спаси града през следващото десетилетие.

## Наименование
Името на града идва от старояванското Jayakarta, т.е. „победоносно дело“, „завършено дело“ или „пълна победа“. Предишните ѝ имена са Зонда Келапа (397 – 1527), Джаякарта (1527 – 1619) и Батавия (1619 – 1942). До 1972 година името „Джакарта“ на индонезийски се изписва като Djakarta, а оттогава е заменено с днешното изписване Jakarta.
По аналогия с Ню Йорк, наричан Голямата ябълка, за Джакарта се използва и прозвището „Големия дуриан“ – от името на характерния за региона бодлив и миришещ лошо плод.

## География
Джакарта се намира на северозападния бряг на остров Ява, на мястото, където река Чиливунг се влива в залива Джакарта, част от Яванско море. По официални данни площта на Специален окръг Джакарта е 662 km² с прилежаща акватория 6977 km². Градът се намира в равнина със средна надморска височина 7 m. 40% от Джакарта, най-вече в северните части, се намира под морското равнище, докато южните части са основно хълмисти. От планините Пунчак, южно от града, изтичат няколко реки, които текат на север към Яванско море. Най-голямата от тях е Чиливунг, която дели града на източна и западна част. Други такива реки са Песанграхан и Сунтер.
Многото реки, заедно с ниския и равен релеф, правят Джакарта силно уязвима за наводнения от прелели речни корита през дъждовния сезон или от високи приливи. Други фактори, които допринасят за това, са задръстената канализация, която трябва да обслужва нарастващо население, обезлесяването в бързо урбанизиращите се райони Богор и Депок във вътрешността на градската територия, както и сложните социално-икономически проблеми на града, които влияят непряко върху уязвимостта от наводнения. Големи наводнения стават през 1996 г., когато е залята площ от около 5000 хектара и през 2007 г. Те причиняват загуби на стойност над 5 трилиона рупии (около 835 млн. лева), загиват над 100 души и около 350 000 са принудени да напуснат домовете си. Поне 70% от общата площ на Джакарта е залята, като на някои места дълбочината достига 4 m.
1000-та острова, които административно са част от Джакарта, се намират в залива Джакарта северно от града.
Джакарта има горещ и влажен тропически саванен климат според Климатичната класификация на Кьопен. Въпреки близостта си до екватора градът има отличаващи се дъждовен и сух сезон. По-голямата част от годината, от ноември до юни, представлява дъждовен сезон. Поради местоположението си в западната част на Индонезия Джакарта има максимум на валежите през януари от 388 mm и минимум през юли (21 mm), в началото на сухия сезон.
| Климатични данни за Джакарта                  | Климатични данни за Джакарта | Климатични данни за Джакарта | Климатични данни за Джакарта | Климатични данни за Джакарта | Климатични данни за Джакарта | Климатични данни за Джакарта | Климатични данни за Джакарта | Климатични данни за Джакарта | Климатични данни за Джакарта | Климатични данни за Джакарта | Климатични данни за Джакарта | Климатични данни за Джакарта | Климатични данни за Джакарта |
| Месеци                                        | яну.                         | фев.                         | март                         | апр.                         | май                          | юни                          | юли                          | авг.                         | сеп.                         | окт.                         | ное.                         | дек.                         | Годишно                      |
| Средни максимални температури (°C)            | 29,9                         | 30,3                         | 31,5                         | 32,5                         | 32,5                         | 31,4                         | 32,3                         | 32                           | 33                           | 32,7                         | 31,3                         | 32                           | 31,8                         |
| Средни минимални температури (°C)             | 24,2                         | 24,3                         | 25,2                         | 25,1                         | 25,4                         | 24,8                         | 25,1                         | 24,9                         | 25,5                         | 25,5                         | 24,9                         | 24,9                         | 25                           |
| Средни месечни валежи (mm)                    | 384,7                        | 309,8                        | 100,3                        | 257,8                        | 133,4                        | 83,1                         | 30,8                         | 34,2                         | 29                           | 33,1                         | 175                          | 84                           | 1655,2                       |
| Среден брой на дъждовните дни                 | 26                           | 20                           | 15                           | 18                           | 13                           | 17                           | 5                            | 24                           | 6                            | 9                            | 22                           | 12                           | 187                          |
| --------------------------------------------- | ---------------------------- | ---------------------------- | ---------------------------- | ---------------------------- | ---------------------------- | ---------------------------- | ---------------------------- | ---------------------------- | ---------------------------- | ---------------------------- | ---------------------------- | ---------------------------- | ---------------------------- |
| Източник: Световна метеорологична организация |                              |                              |                              |                              |                              |                              |                              |                              |                              |                              |                              |                              |                              |

## История
През IV век областта на днешния град Джакарта е част от сундското царство Тарума, една от най-старите индуистки държави на Малайския архипелаг, а след нейното западане – от държавата Зонда. Първото селище на мястото на Джакарта е пристанище от V век, наричано Калапа.
Между VII и XIII век Зонда е в сферата на влияние на морската империя Шривиджая. Китайски източници от този период сочат областта като стратегически важна и с процъфтяваща икономика, благодарение на производството на висококачествен черен пипер. През XIV век Калапа е основно търговско пристанище на Зонда.
За пръв път европейци достигат Калапа през 1513 година, когато четири португалски кораба от Малака пристигат в пристанището в търсене на подправки. Зонда сключва съюз с португалците и им разрешава да построят през 1522 година свое укрепление за защита от враждебния султанат Демак. Въпреки това, на 22 юни 1527 година военачалникът Фатахилах превзема Калапа и градът става владение на султаната Бантен. Той е преименуван на Джаякарта – тази дата днес се смята за момента на основаване на града.
През 1596 година в Джаякарта за пръв път пристигат кораби на Съединените провинции, които поддържат добри отношения с Бантен. През 1602 година е създаден търговски пост на Английската източноиндийска компания, който е основен център на английската търговия в региона до 1682 година.
През 1619 година Джаякарта е превзета от войски на нидерландската Обединена източноиндийска компания, водени от Ян Питерсзоон Кун. Градът е преименуван на Батавия (от батави – племе, населявало днешна Нидерландия при римското завоюване на страната). Батавия се превръща в център на нидерландските владения в Югоизточна Азия. През 1740 година по време на Батавското клане в града са избити над 10 хиляди китайци, което до наши дни оказва влияние върху междуетническите отношения.
По време на Наполеоновите войни Батавия за кратко е под британски контрол (1811 – 1815). С разрастването на нидерландските владения в региона през 19 век важността на Батавия също се увеличава. Силната централизация на колониалното управление довежда до необичайна концентрация на политическо и икономическо влияние в града, запазила се и днес.
По време на Втората световна война градът е превзет от японците (1942), които го преименуват на Джакарта, за да спечелят подкрепата на местното население. След поражението на Япония през 1945 г. Джакарта се връща под контрола на Нидерландия, но засилващото се движение за независимост довежда до създаването на независима Индонезия през 1949 г. и Джакарта става столица на новата държава.

## Население
Населението на Джакарта се е увеличило от 1,2 млн. през 1960 г. до 8,8 млн. през 2004 г., броейки само законните жители. Имиграционният поток проваля всички програми за семейно планиране.
Според преброяването от 2010 г. Джакарта има население от 9,58 млн. души – доста повече от резултатите от предишните преброявания. Площта на Специален административен окръг Джакарта е 662,33 km2, а гъстотата на населението в града е 14 464 души/km2. През 2013 г. населението на Джакарта е 9 989 550 души.
Населението на Голяма Джакарта (Джабодетабек) е 27 067 133 души според преброяването от 2010 г., а в началото на 2015 г. е 30 539 000 души. Прогнозите предпологат, че през 2025 г. населението на самата Джакарта ще достигне около 25 млн., без да се броят милионите в околностите.

## Управление

### Административно деление
Официално Джакарта не е град, а провинция със специален столичен статут и затова се управлява от губернатор, а не от кмет. Разделена е на 5 района (kota или kotamadya, буквално „градове“):
| Район                              | Площ (km2) | Регистрирано население (2007) | Общо население (2007) | Гъстота на населението (km2) |
| ---------------------------------- | ---------- | ----------------------------- | --------------------- | ---------------------------- |
| Южна Джакарта (Jakarta Selatan)    | 141,27     | 1 730 680                     | 2 100 930             | 14 872                       |
| Източна Джакарта (Jakarta Timur)   | 188,03     | 2 159 785                     | 2 421 419             | 12 878                       |
| Централна Джакарта (Jakarta Pusat) | 48,13      | 880 286                       | 889 680               | 18 485                       |
| Западна Джакарта (Jakarta Barat)   | 129,54     | 1 562 837                     | 2 172 878             | 16 774                       |
| Северна Джакарта (Jakarta Utara)   | 146,66     | 1 200 958                     | 1 453 106             | 9908                         |
| Хиляда острови                     | 8,7        | 19 915                        | 19 980                | 2297                         |

## Икономика
Джакарта е основно град на бизнес и политика. Старата част на града се е изградила като известна туристическа дестинация. Градската управа обаче вижда възможност да развие репутацията на града като център за туризъм и услуги. Има много нови подобрения в инфраструктурата, сгради за развлечение и хотели и ресторанти от световна класа във връзка с развитието на туризма в Джакарта. Градът има също така много обекти на историческо и културно наследство.
Националният паметник, който е издигнат в центъра на площад „Мердека“, централния парк на града. Близо до паметника се намира статуя на героя Арджуна Виджая от епоса „Махабхарата“ на колесница и фонтан. По на юг се намира „Джалан Тамрин“, главният булевард на Джакарта, и статуята „Селамат Датанг“ („Добре дошли“ на индонезийски) върху фонтан в центъра на кръстовище с кръгово движение пред хотел „Индонезия“. Други известни забележителности са джамията „Истиклял“, катедралата и Паметникът на папуаското освободително движение. Сградата Wisma 46 в центъра на града е най-високата сграда в Джакарта и цяла Индонезия. Туристически атракции са още Таман Мини Индонезия Индах, зоопаркът „Рагунан“, Старият град и комплексът Ancol Dreamland на брега на залива Джакарта.
Повечето туристи в Джакарта са жители на Индонезия, най-вече от съседните провинции Западна Ява, Бантен, Лампунг и Централна Ява. Като своеобразна порта към Индонезия Джакарта е спирка за чуждестранните туристи на път към известните индонезийски туристически дестинации Бали и Джогджакарта. Повечето чуждестранни туристи от съседни страни от АСЕАН посещават града, за да пазаруват, тъй като той е известен със своите евтини, но доброкачествени продукти, най-вече платовете, занаятчийската продукция и дрехите.
В Джакарта са построени много молове, други търговски центрове и традиционни пазари. Най-големите паркове са Суропати, Лапаган Бантенг и Медан Мердека (Монас).

## Инфраструктура

### Транспорт
Джакарта има сериозни транспортни проблеми. Градът все още страда от липсата на градски обществен транспорт поради дългото пригодяване на пътищата само за лични превозни средства. Повечето пътувания се извършват по немоторизиран начин (най-вече пеша) или чрез различни видове обществени транспортни услуги на повикване.
| Вид транспорт                  | Брой потребяващи (хил.) | % от населението |
| ------------------------------ | ----------------------- | ---------------- |
| пеш                            | 14 073                  | 37,7             |
| малък автобус                  | 7818                    | 20,9             |
| мотор                          | 4890                    | 13,1             |
| седанг или киджанг (джип)      | 2783                    | 7,5              |
| среден автобус                 | 2012                    | 5,4              |
| голям автобус                  | 1224                    | 3,3              |
| оджек (моторно такси)          | 1073                    | 2,9              |
| велосипед                      | 787                     | 2,1              |
| училищен или компаниен автобус | 466                     | 1,2              |
| икономичен влак                | 434                     | 1,2              |
| патас АС (автобус)             | 422                     | 1,1              |
| малко такси                    | 298                     | 0,8              |
| омпренган                      | 295                     | 0,8              |
| баджадж                        | 217                     | 0,6              |
| бечак                          | 202                     | 0,5              |
| пикап                          | 131                     | 0,4              |
| такси                          | 126                     | 0,3              |
| експресен влак                 | 39                      | 0,1              |
| камион                         | 33                      | 0,1              |
| друго                          | 8                       | 0,0              |
| общо                           | 37 330                  | 100              |

Джакарта страда от прекалено много трафик. През 1992 г. е въведено правило „3 в 1“, с което се забранява движението на коли с по-малко от 3 пътници по някои пътища.
Авторикшите или „баджадж“ (bajaj) се използват за транспорт по улиците на някои части от града. От края на 1940-те години до 1991 г. те са популярен начин за градски транспорт.
През 1966 г. е имало над 160 000 велорикши (бечак, becak) по улиците на Джакарта и над 15% от общата работна сила на града е съсредоточена в превоза с тях. През 1971 г. бечак са забранени на главните пътища, като скоро след това правителството издава пълна забрана за тях и броят им намалява значително, но продължават да съществуват. Кампания от 1990 – 1991 г. успява да ги премахне, но след икономическата криза от 1998 г. и непопулярните мерки на правителството да ги спре, някои хора се завръщат към тях.
Системата за бърз автобусен транспорт (БАТ) „TransJakarta“ (известна и като „Busway“) е развита чрез реформи за развитие по модела на системата „TransMilenio“ в Богота. Първата линия за БАТ в Джакарта е открита през януари 2004 г. и свързва кварталите Блок М и Джакарта Кота и е последвана от още 2 линии през 2006 г. и отворените на 31 декември 2010 г. коридори 9 и 10. Градското управление планира да направи общо 14 коридора за 10-тилетие и да превърне системата в Джакарта в една от най-бързите в света транспортни мрежи от този тип.
В процес на строеж е околовръстен път, по-голямата част от който вече е пусната в употреба. Пътища свързват Джакарта с Международно летище Сукарно-Хата и пристанищата в Мерак и Тангеренг на запад, Богор и Пунчак на юг и районите Бекаси, Чикаранг, Караванг, Чикампек, Пурвакарта и Бандунг на изток.
Железопътният транспорт на дълги разстояния и трамваите са първите видове железопътен транспорт в Джакарта, прокарани още по времето на нидерландската колонизация. Докато трамваите са заменени от автобуси след обявяването на независимостта, железопътните линии продължават да свързват града с околностите и другите градове на о. Ява. Околните градове се обслужват от KRL Jabotabek, система за бърз обществен ЖП транспорт, използваща линии и станции във и около Джакарта. Големи железопътни гари са Гамбир, Джакарта Кота, Джанитегара, Пасар Сенен, Мангарай и Танах Абанг. През пиковите часове системата доста надвишава възможностите си и често става претъпкване.
2 линии от Еднорелсовата система на Джакарта са в процес на строеж. Има планове и за система с двулинейно метро.
Международно летище Сукарно-Хата е основното летище в Голяма Джакарта. То е наречено на първия президент на Индонезия Сукарно и неговия вицепрезидент Мохамед Хата. Индонезийците често го наричат Ченгкаренг. Кодът на летището по IATA CGK идва от името на квартала Ченгкаренг в Североизточна Джакарта. Това е най-оживеното летище в Индонезия и всяка година поема над 30 млн. пътници. Международно летище Халим Перданакасума (IATA: HLP) поема полетите на знаменитостите и президентите. В областта Джабодетабек се ползват още летище Пондок Чабе и писта за кацане на самолети на о. Пулау Панджанг, част от Хилядата острова.
На 6 юни 2007 г. градската управа пуска в употреба Waterway – нова транспортна лодка по река Чиливунг. Основното пристанище за морския транспорт в Джакарта е пристанище Танджунг Приок.

## Известни личности
Починали в Джакарта
- Ли Ким Хок (1853 – 1912), писател
- Ян ван Рибек (1619 – 1677), нидерландски колониален администратор
- Сукарно (1901 – 1970), политик
- Сухарто (1921 – 2008), политик
- Абел Тасман (1603 – 1659), нидерландски изследовател
- Абдураман Уахид (1940 – 2009), политик

Други
- Рем Колхас (р. 1944), нидерландски архитект, живее в града през 1952 – 1955
- Красин Химирски (р. 1938), български поет, живее в града през 1964 – 1968